# Emilia Jordan
Emilia Jordan (* 26. Juli 2005 in Straubing) ist eine deutsche Volleyballspielerin.

## Karriere
Die in Niederbayern aufgewachsene Jordan spielte 2020/21 beim Zweitligisten Rote Raben Vilsbiburg II. Im Sommer 2021 gewann sie im Beachvolleyball die Deutsche U17-Meisterschaft. Von 2021 bis 2023 war die Zuspielerin beim Bundesligisten NawaRo Straubing aktiv. Nach der Einstellung des Spielbetriebs Straubings wechselte sie im Februar 2023 zum TV Dingolfing, mit dem sie die Meisterschaft der 2. Bundesliga Süd gewann. Anschließend wurde Jordan vom deutschen Bundesligisten USC Münster verpflichtet.